# Sukamarga (Sajira)
Sukamarga is een bestuurslaag in het regentschap Lebak van de provincie Banten, Indonesië. Sukamarga telt 3452 inwoners (volkstelling 2010).